# Liste der Baudenkmale in Behrenhoff
In der Liste der Baudenkmale in Behrenhoff sind alle denkmalgeschützten Bauten der Gemeinde Behrenhoff (in Mecklenburg-Vorpommern) und ihrer Ortsteile aufgelistet. Grundlage ist die veröffentlichte Denkmalliste des Landkreises Ostvorpommern mit dem Stand vom 30. Dezember 1996, zuletzt geändert am 12. Juli 2007.

## Baudenkmale nach Ortsteilen

### Behrenhoff
| ID | Lage                                     | Bezeichnung                        | Beschreibung | Bild                               |
| -- | ---------------------------------------- | ---------------------------------- | --- | ---------------------------------- |
|    | Dorfstraße urspr. 17/18 jetzt 24 (Karte) | Landarbeiter-Wohnhaus              | Sockel und Giebel aus Feldstein, Frontseiten ursprünglich aus Backstein, wie linke Haushälfte, rechte Haushälfte ist modern verklinkert. Beachtenswert sind die Giebel- und Traufenverzierungen mit figurierten Brettern. Dieses Haus soll nicht in der Denkmalliste stehen (möglicherweise wegen der rechtsseitigen Verklinkerung?); das in der amtlichen Liste mit Nr. 4 bezeichnete Denkmalhaus wurde vor 2011 abgerissen. | Landarbeiter-Wohnhaus              |
|    | Dorfstraße 10–14 (Karte)                 | Landarbeiter-Wohnhaus              | Eckhaus, Sockel und Giebel aus Feldstein, Frontseiten aus Backstein | Landarbeiter-Wohnhaus              |
|    | Ringstraße 11/13 (Karte)                 | Landarbeiter-Wohnhaus              | Sockel und Giebel aus Feldstein, Frontseiten aus Backstein – verputzt, ein Mittelrisalit, Giebel- und Traufenverzierungen mit figurierten Brettern | Landarbeiter-Wohnhaus              |
|    | Ringstraße 15/17 (Karte)                 | Landarbeiter-Wohnhaus              | Sockel und Giebel aus Feldstein, Frontseiten aus Backstein – verputzt, zwei Eingangsrisalite, Giebel- und Traufenverzierungen mit figurierten Brettern | Landarbeiter-Wohnhaus              |
|    | Dorfstraße                               | Meilenstein                        | Obelisk mit Wegweiserpfeilen, Sockel: 60 × 60 cm – 30 cm hoch, Obelisk: unten 55 × 55 cm – oben 35 × 35 cm, Gesamthöhe: 200 cm | Meilenstein                        |
|    | Parkstraße (Karte)                       | Gutsanlage mit Park, Tor, Marstall | Weitläufiger englischer Landschaftspark mit Teichen, altem Baumbestand, großen Rhododendronbüschen, relativ gut gepflegt. Bärentor mit den Bären als Schildhalter für das Behr’sche Wappen, leicht sanierungsbedürftig. Marstall aus gelben Klinkern mit Feldsteinsockel, Grundriss Doppel-T. | Gutsanlage mit Park, Tor, Marstall |
|    | Dorfstraße (Karte)                       | Kirche und Glockenstuhl            | siehe Details bei Kirche | Kirche und Glockenstuhl            |
|    | Dorfstraße6 (Karte)                      | Pfarrhaus                          | Feldsteinsockel, Backstein, mittiger Stufenrisalit | Pfarrhaus                          |

### Stresow
| ID | Lage                        | Bezeichnung         | Beschreibung            | Bild              |
| -- | --------------------------- | ------------------- | ----------------------- | ----------------- |
|    | Stresow-Siedlung Dorfstraße | Transformatorenhaus | nicht zu identifizieren |                   |
|    | Dorfstraße                  | Gutshaus mit Park   | Putzbau, in Sanierung   | Gutshaus mit Park |

## Quelle
- Bericht über die Erstellung der Denkmallisten sowie über die Verwaltungspraxis bei der Benachrichtigung der Eigentümer und Gemeinden sowie über die Handhabung von Änderungswünschen (Stand: Juni 1997; PDF, 934 kB)

- Karte mit allen Koordinaten:
- OSM |
- WikiMap